# Kokkino Nero (Evrymenes)
Kokkino Nero oder Kokkino Nero Karitsis, Kokkino Nero Evrymenon (griechisch Κόκκινο Νερό, Κόκκινο Νερό Καρίτσης, Κόκκινο Νερό Ευρυμενών) ist in kleiner Küstenort der heute zusammen mit dem daneben liegenden Kokkino Nero Melivias zur Gemeinde Agia in der Region Thessalien liegt. Bis 2020 gehörte der Ort zum Dimos Evrymenon (Δήμος Ευρυμενών).

## Geographie
Kokkino Nero Melivias liegt am Fuß des Berges Kissavos am Ostufer des Golfs von Therma. Der Name Kokkino Nero (Κόκκινο Νερό ‚Rotes Wasser‘) kommt von einer Quelle in der Nähe des Ortes. Das Wasser verdankt seine Farbe Mineralsalzen und wird vor Ort als Heilwasser getrunken.
Daneben gibt es einige Kies- und Sandstrände, sehenswerte Felsformationen und Felshöhlen, sowie den Wasserfall Kataraktis Kalypso (Καταρράκτης Καλυψώς) oberhalb des Ortes. In der Schlucht gibt es Möglichkeiten zum Klettern und auch geführte Touren.
Die nächstgelegenen Orte sind Platia Ammos (Πλατειά Άμμος) im Nordosten und Koutsoupia (Κουτσουπιά) im Süden.
Südöstlich des Ortes liegt die gleichnamige Siedlung Kokkino Nero.

## Verwaltung
Die offizielle Erwähnung erfolgte erstmals 1928 als eigenständige Siedlung, als sie in der damaligen Gemeinde Karytsis registriert wurde.  Nach dem Kallikratis-Programm bildete sie zusammen mit Agia Paraskevi, Karitsa und Platia Ammos die Gemeinde Karitsis, die zur Gemeindeeinheit Evrymenon der Gemeinde Agia gehört und laut der Volkszählung von 2011 95 Einwohner hatte.

## Galerie

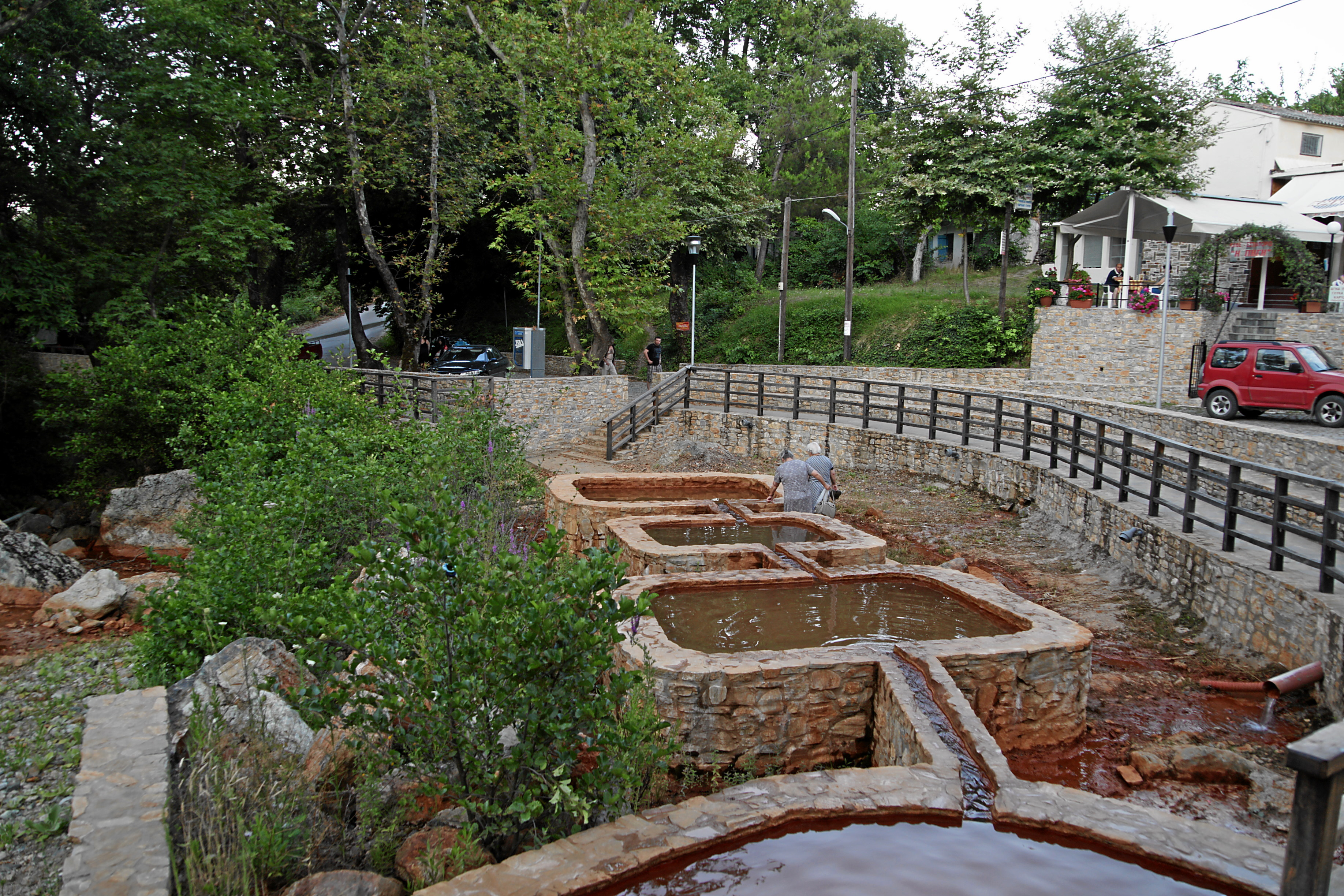
Mineralquellen
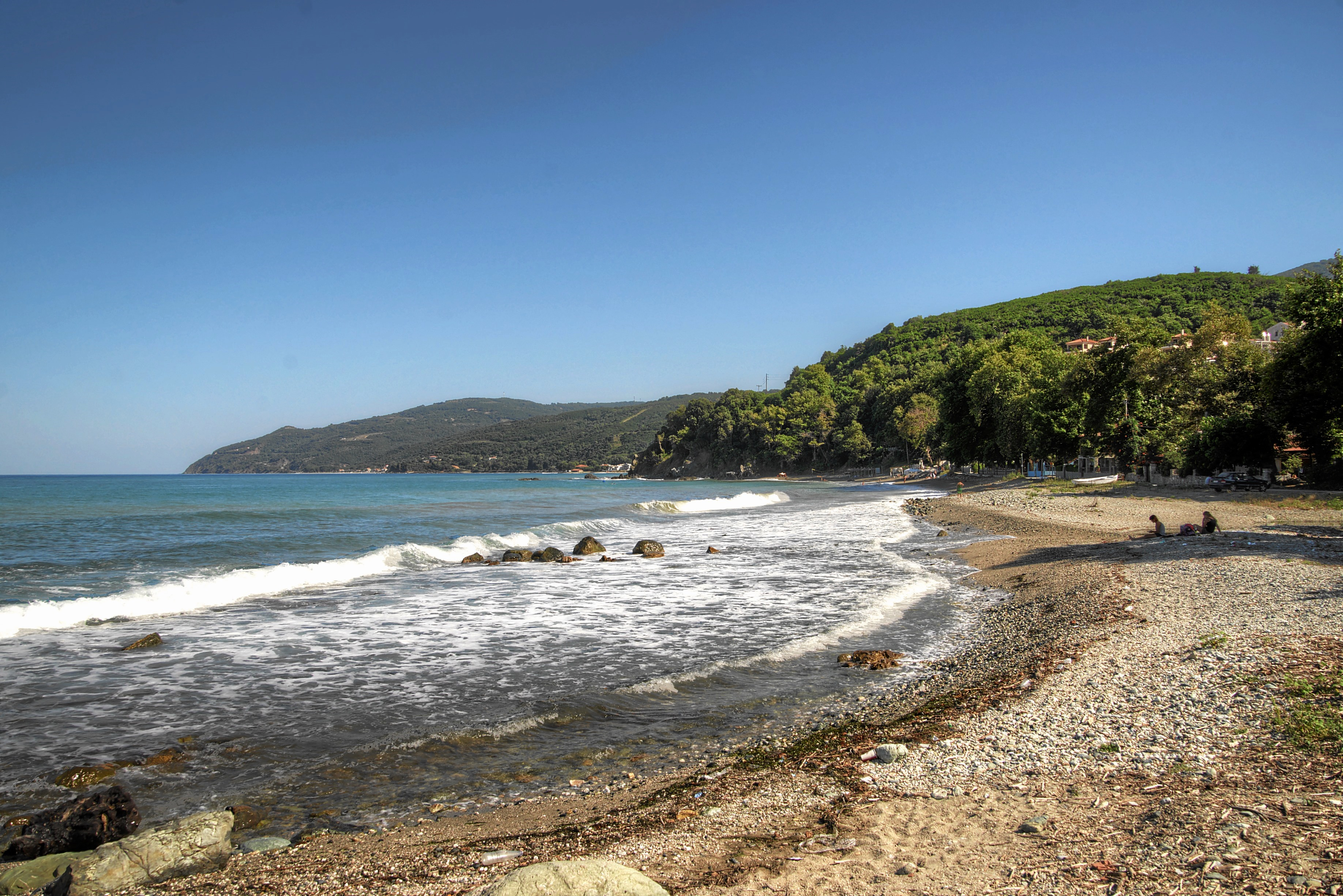
Strand in Kokkino Nero
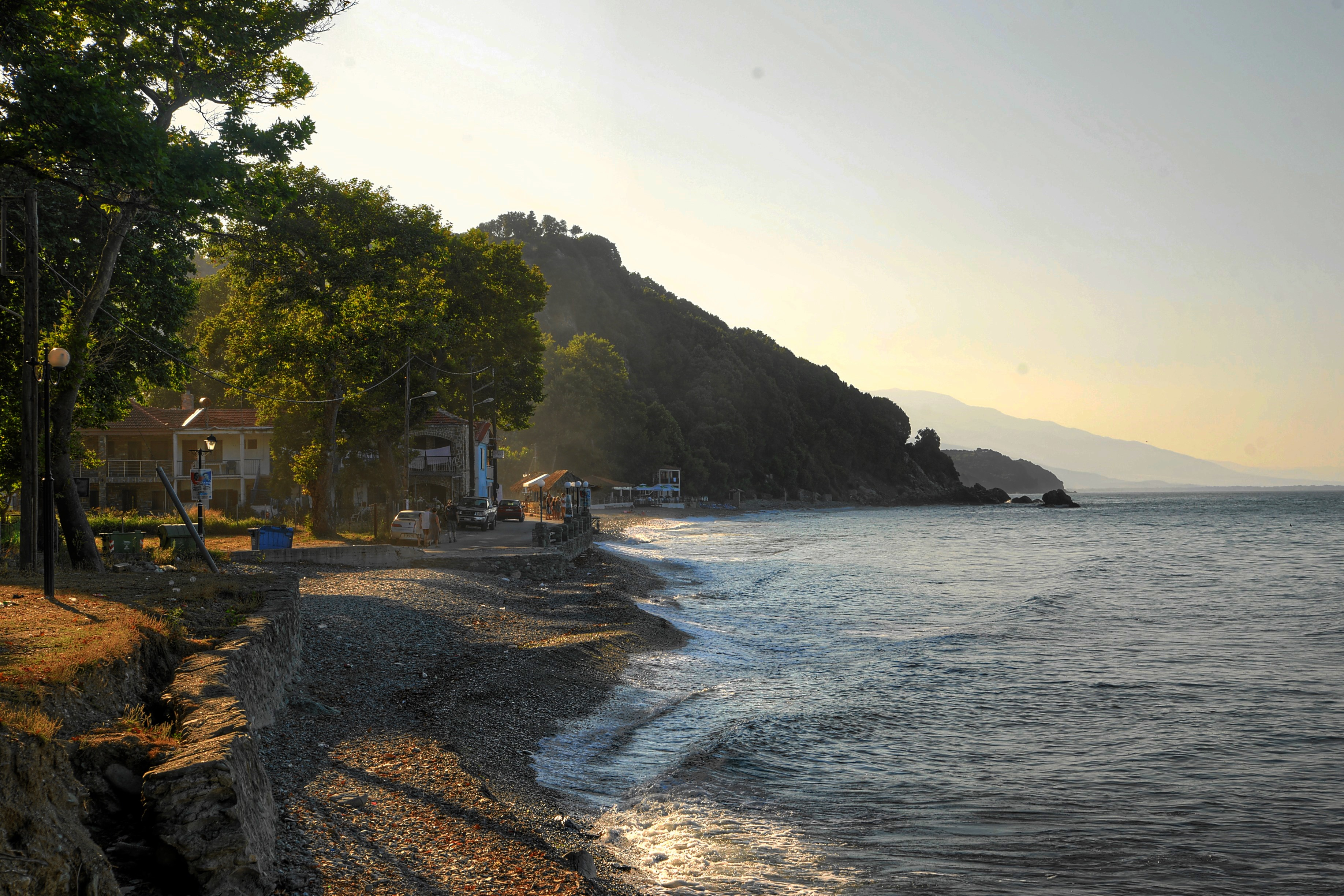